# سالن ورزشی مرکز ورزشی لینپینگ
سالن ورزشی مرکز ورزشی لینپینگ (انگلیسی: Linping Sports Centre Gymnasium) یک سالن سرپوشیده ورزشی در شهر هانگژو، چین است. این سالن که دارای ۱۶٬۸۸۸ مترمربع مساحت و ۳۳۴۰ نفر ظرفیت است در بازی‌های آسیایی ۲۰۲۲ میزبان مسابقات والیبال و کاراته بوده است.